# Акбулатовский сельсовет (Мишкинский район)
Акбулатовский сельсовет — муниципальное образование в Мишкинском районе Башкортостана.
Административный центр — деревня Новоакбулатово.

## История
Согласно Закону о границах, статусе и административных центрах муниципальных образований в Республике Башкортостан имеет статус сельского поселения.

## Население
| 2002  | 2009  | 2010  | 2012  | 2013  | 2014  | 2015  |
| ----- | ----- | ----- | ----- | ----- | ----- | ----- |
| 1141  | ↘1116 | ↘1059 | ↘1041 | ↘1021 | ↘1020 | ↗1026 |
| 2016  | 2017  | 2018  |       |       |       |       |
| ↘1007 | ↘981  | ↘973  |       |       |       |       |

## Состав сельского поселения
| № | Населённый пункт | Тип населённого пункта          | Население |
| - | ---------------- | ------------------------------- | --------- |
| 1 | Новоакбулатово   | деревня, административный центр | ↘514      |
| 2 | Яндыганово       | деревня                         | ↘391      |
| 3 | Староакбулатово  | деревня                         | ↘151      |
| 4 | Кочкильдино      | деревня                         | →3        |